# Quero (Włochy)
Quero – miejscowość i gmina we Włoszech, w regionie Wenecja Euganejska, w prowincji Belluno.
Według danych na styczeń 2009 gminę zamieszkiwało 2536 osób przy gęstości zaludnienia 89,8 os./1 km².
28 grudnia 2013 gmina została zlikwidowana.